# Григоровка (Новопражская поселковая община)
Григоровка (укр. Григорівка) — село в Новопражской поселковой общине Александрийского района Кировоградской области Украины.
Население по переписи 2001 года составляло 77 человек. Почтовый индекс — 28042. Телефонный код — 5235. Код КОАТУУ — 3520355401.